# خانه رزاقیان
خانه رزاقیان مربوط به دوره پهلوی اول است و در تفت، خیابان معاصر، محله گرمسیر واقع شده و این اثر در تاریخ ۱۱ مرداد ۱۳۸۴ با شمارهٔ ثبت ۱۲۳۵۳ به‌عنوان یکی از آثار ملی ایران به ثبت رسیده است.در سیل ۱۴۰۱ ایران این اثر به طور کامل تخریب شد.